# 杭州市城市规划展览馆

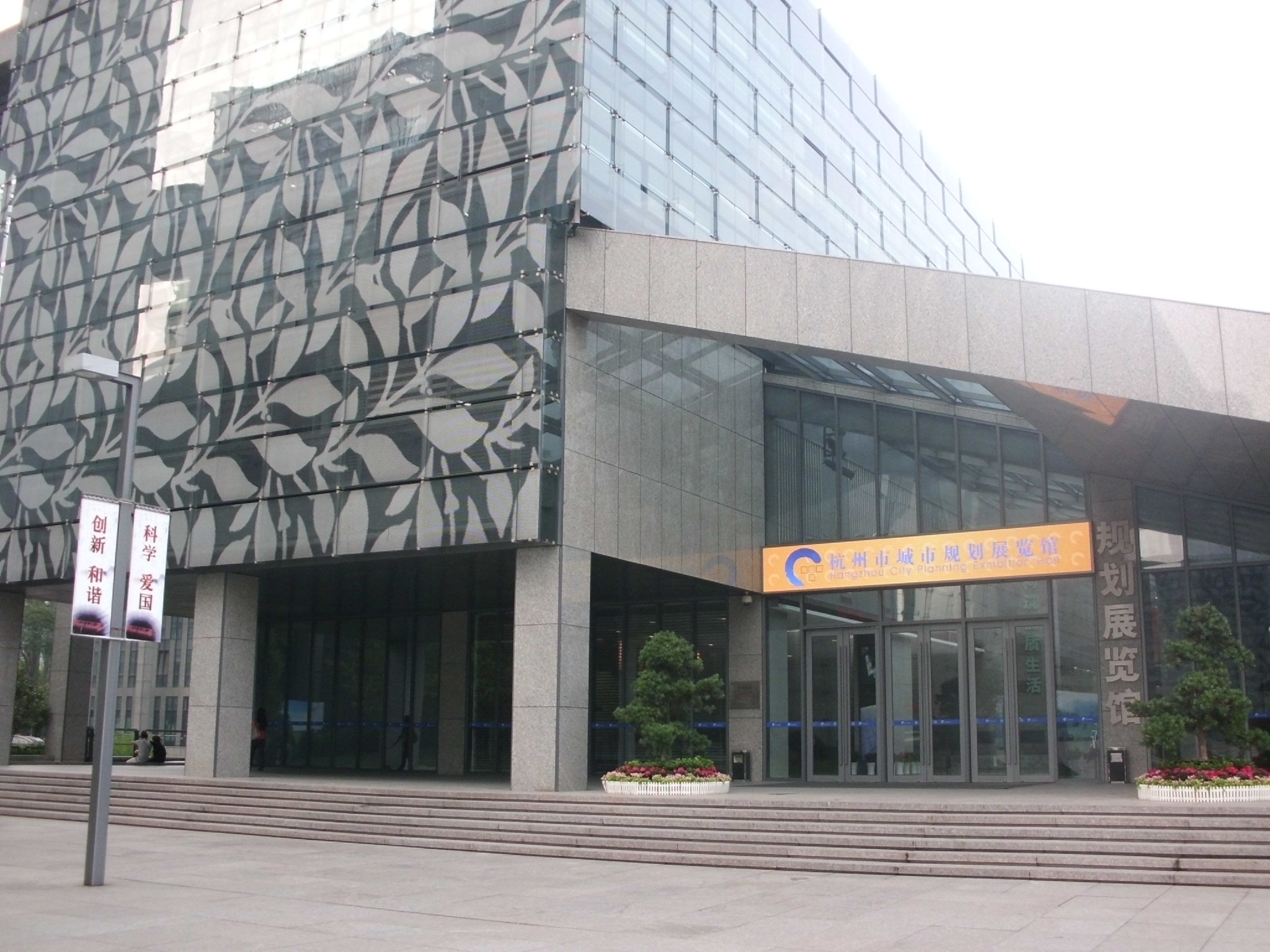
展览馆大楼以及入口处

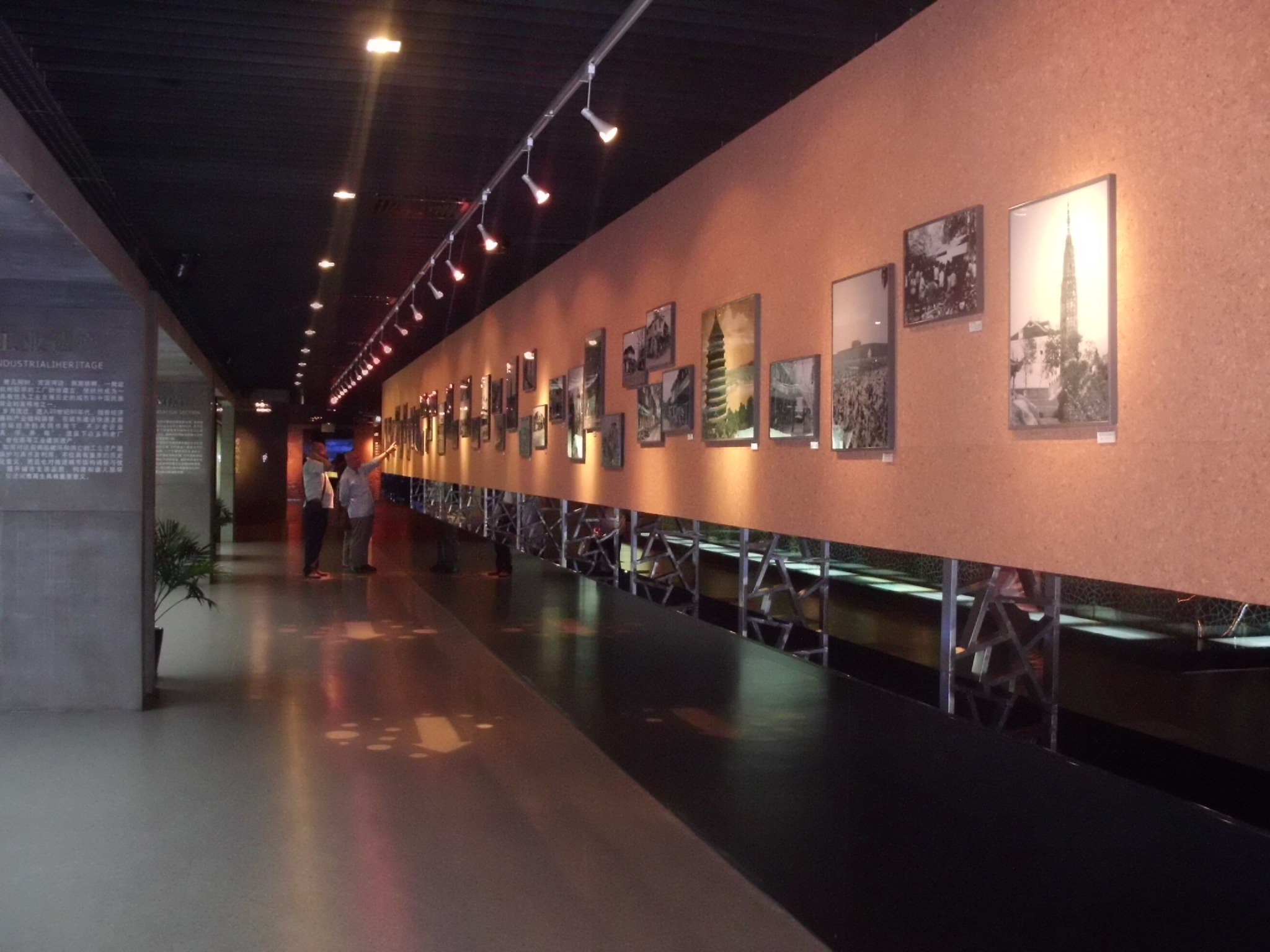
2楼展览的杭城一些建筑与街道的历史照片

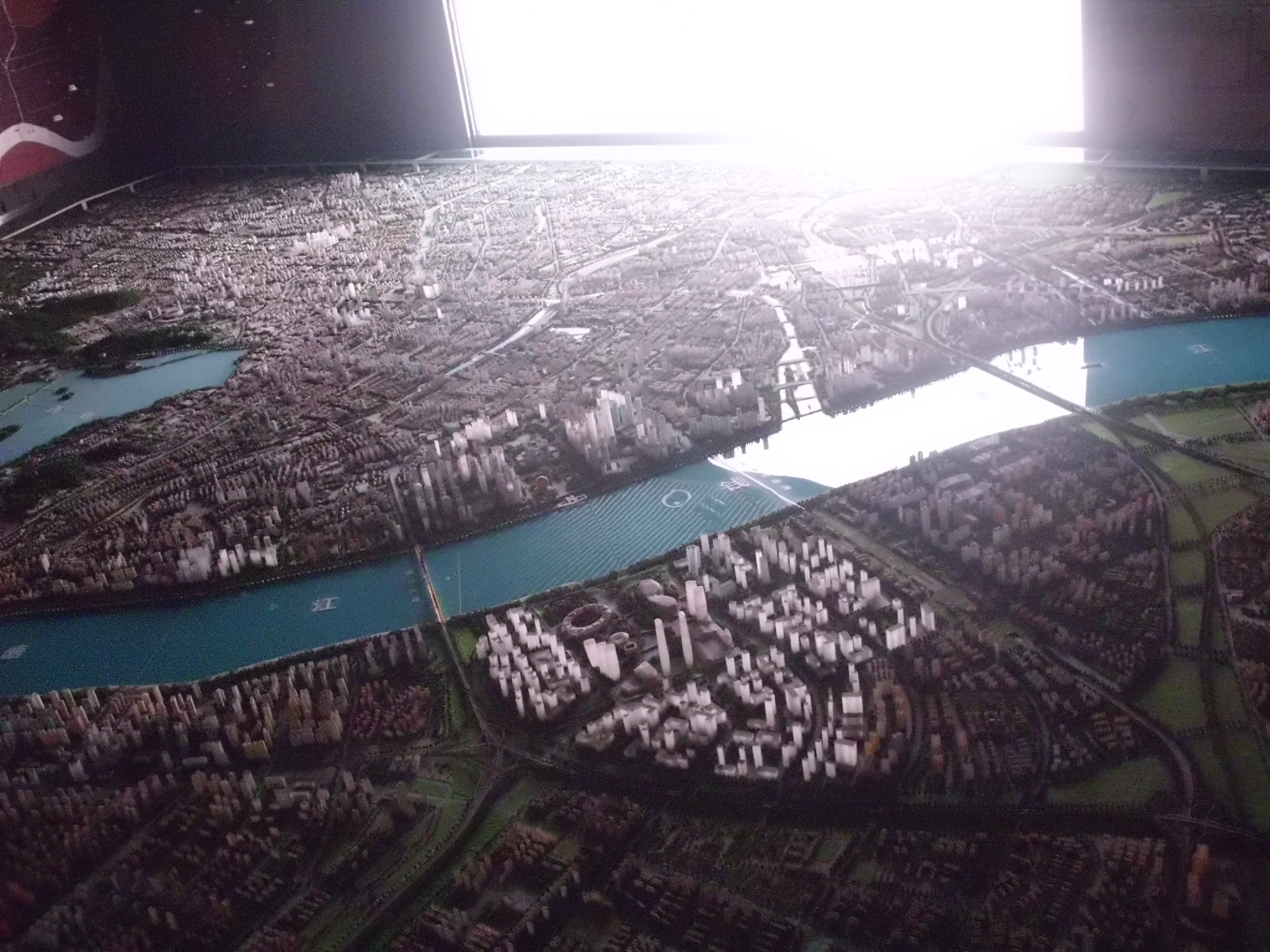
未来杭州的城市格局

杭州市城市规划展览馆（Hangzhou Urban Planning Exhibition Hall）位于杭州市钱江新城市民中心东北角，总建筑面积12000平方米，展厅分四层，主要介绍杭州城市变迁的历史、现今城市建设的成就以及未来的规划蓝图。

## 楼层布局
展览馆分四层，按陈列分为“序厅”、“印象杭州”、“解读杭州”和“展望杭州”四个展厅，设置城市记忆、名城保护、山水之城、蓝图总绘、和谐人居、品质服务、通达出行、基础命脉、亮点前瞻、城市立方、网络都市等主题展区。